# 曼納冰川
69°45′S 159°40′E / 69.750°S 159.667°E
曼納冰川（英語：Manna Glacier）是南極洲的冰川，位於奧次地，處於史蒂文森海崖和威爾遜山之間，最終注入吉萊特冰架東部，現時由南極條約體系管理。